# 第百五十三号哨戒特務艇
第百五十三号哨戒特務艇（だいひゃくごじゅうさんごうしょうかいとくむてい）は、日本海軍の特務艇（哨戒特務艇）。第一号型哨戒特務艇の60番艇。太平洋戦争の終戦時に残存し、戦後は所属と艇名を変えながら一貫して掃海に従事した。

## 艇歴
マル戦計画の特務艇、第2121号艦型の153番艇、仮称艦名第2273号艦として計画。1944年11月5日、第百五十三号哨戒特務艇と命名されて第一号型哨戒特務艇の57番艇に定められ、本籍を佐世保鎮守府と仮定。1945年4月29日、船体概成により有限会社福島造船鉄工所から呉海軍工廠へ引き渡し。7月23日竣工し、本籍を呉鎮守府に定められ、第七艦隊下関防備隊に編入。終戦時残存。11月30日、海軍省の廃止に伴い除籍。
1945年12月1日、第二復員省の開庁に伴い、呉地方復員局所管の掃海艦に定められ、同局掃海部下関支部所属と定められる。また、同日から艦名を哨特第百五十三号としている。1946年6月15日、復員庁の開庁に伴い、所属を下関掃海部に改められる。
1948年1月1日、復員庁が廃止され、運輸省に移管。5月1日、海上保安庁に編入され掃海船MS-26となる。8月20日、船名を哨特第一五三号 MS-26に定められる。1950年4月20日、若松港沖で掃海作業中、殉職者1名を出す。朝鮮戦争の際、本船は1950年11月15日に特別掃海隊第二次第1掃海隊に編入されたが、掃海に従事することなく12月24日には第1掃海隊から除かれた。1951年12月1日、船名をたかしま MS-26に改正。1952年3月24日、父島二見港に残存する約200個の感応機雷を処分するため特別掃海隊が編成されたが、本船は船体に不具合のあったおおしま MS-29と交代し、特別掃海隊に組み入れられた。特別掃海は4月19日から5月4日にかけて実施された。
1952年8月1日、保安庁警備隊に移管され、第二幕僚監部西部航路啓開隊佐世保航路啓開隊第8掃海隊に編入。1954年1月15日、佐世保地方総監部佐世保基地警防隊第8掃海隊に編入。
1954年7月1日、保安庁警備隊は海上自衛隊に改組。掃海艇となる。佐世保地方総監部佐世保基地隊第8掃海隊に編入。1955年9月10日、呉地方隊呉基地警防隊第8掃海隊に編入。9月16日、佐世保地方総監部下関基地隊第6掃海隊に編入。1957年9月1日、艇番号をMSI-688に改正。1962年3月31日、支援船に編入され船名を掃海雑船33号 YAM-33に改正。1963年1月1日、船種呼称を掃海船に改正。1964年3月31日、海上自衛隊から除籍された。